# Parafia Niepokalanego Serca Najświętszej Maryi Panny w Strumianach
Parafia Niepokalanego Serca Najświętszej Maryi Panny w Strumianach – rzymskokatolicka parafia znajdująca się w archidiecezji krakowskiej, w dekanacie Wieliczka Wschód, w Polsce. Do parafii należy w sumie ok. 8000 mieszkańców sołectw Strumiany, Mała Wieś, Węgrzce Wielkie, Kokotów oraz części Śledziejowic.